# プロメア
『プロメア』（PROMARE ）は、TRIGGER制作の日本のアニメ映画。2019年5月24日に公開された。

## 概要
『天元突破グレンラガン』『キルラキル』でタッグを組んだ今石洋之・中島かずきがそれぞれ監督・脚本を務めた作品。
2017年7月に行われたAnime Expo 2017にて制作が発表された。2019年5月24日に国内で一斉に封切りされ初週の観客動員数で8位を記録、ぴあの初日満足度ランキングでは1位を記録している。
総務省消防庁とのタイアップが行われ、消防職団員の募集ポスターに本作が起用された。
2019年5月23日には、フランスで6月10日〜15日に開催されるアヌシー国際アニメーション映画祭2019のスペシャルスクリーニング部門で上映されることが発表された。
また「澤野弘之 プロメア オリジナルサウンドトラック」は、2019年6月10日付のオリコン週間アルバムランキングで第12位、moraの週間アニソンランキング（2019年6月3日〜2019年6月9日）で1位を記録する。
第23回文化庁メディア芸術祭アニメーション部門審査委員会推薦作品。
2020年2月5日にBlu-rayとDVDが発売された。

## あらすじ
炎を操る新人類バーニッシュの出現に端を発する惑星規模の発火現象である世界大炎上により、人口の半分が焼失してから30年が過ぎた世界。自治共和国プロメポリスでは、炎上テロを繰り返す過激派バーニッシュの集団マッドバーニッシュに対抗すべく、対バーニッシュ用装備を扱う高機動救命消防隊バーニングレスキューが消火活動を行っていた。
バーニングレスキューの新米隊員ガロ・ティモスは、火災現場でマッドバーニッシュの首魁である少年リオ・フォーティアと出会う。「燃えて消す」を流儀とするガロと「燃やさなければ生きていけない」と語るリオは、互いの信念をかけて熾烈な戦いを繰り広げる。
燃える魂をぶつけ合う二人の戦い、果たしてその先にあるものとは――

## 登場人物

### 高機動救命消防隊バーニングレスキュー
ガロ・ティモス
声 - 松山ケンイチ
本作の主人公の一人。高機動救命消防隊バーニングレスキューの隊員。年齢は10代。
バーニングレスキューとしてはまだ新米だが態度は誰よりも大きく、消火活動と人命救助への情熱も人一倍強い。
敵味方問わず「バカ」と称される直情径行型の性格だが、時に思慮深く己の行動を律したり、相反する他者の主張を素直に聞き入れることもできる。
日本古来の火消しにあこがれており、まといやそれを模したマトイギアを担いで現場入りするのが常。
かつて火災に巻き込まれたところをクレイに救われた過去があり、それ以来彼を「（クレイの）ダンナ」と呼んで慕っている。
アイナ・アルデビット
声 - 佐倉綾音
バーニングレスキューの隊員で、RM03 <スカイミス>の操縦を務める10代の少女。
明るくマイペースな性格だが現場では冷静に振る舞い、無茶が過ぎるガロやバリスを窘めることもある。
レミー・プグーナ
声 - 吉野裕行
バーニングレスキューの副隊長で、レスキューギアTYPE-Rを操る青年。
常にスマートな二枚目で、イグニス隊長の参謀役としてチームに欠かせない存在。
バリス・トラス
声 - 稲田徹
バーニングレスキューの隊員で、レスキューギアTYPE-Vを操る巨漢。
見た目通りの力持ちで、バーニッシュフレアに埋め尽くされた現場にも臆せず飛び込む豪快な性格。
ルチア・フェックス
声 - 新谷真弓
バーニングレスキューのメカニック担当で、RM02<メガマックス>に乗り込む小柄な女性。
科学者としての興味と好奇心を何より優先させる性格で、バーニングレスキューの装備の研究開発を一手に担っている。
ガロが使用するマトイギアも彼女が「面白そうだから」と開発したものである。
イグニス・エクス
声 - 小山力也
バーニングレスキューの隊長。RM01<アイスブレイカー>で現場に向かい、隊員たちを指揮する。
威厳ある態度と的確な指揮により、部下たちから厚く信頼されている。
ビニー
声 - ケンドーコバヤシ
国家救命消防局の本部に住み着いているネズミ。バーニングレスキューのマスコット的存在であり、ルチアと共にRM02に乗って火災現場についていくこともある。
言葉をしゃべることはできず、もっぱら「ビニー」と鳴く。

### マッドバーニッシュ
リオ・フォーティア
声 - 早乙女太一
本作のもう一人の主人公。中性的な顔立ちをしたバーニッシュの少年。過激派バーニッシュの集団マッドバーニッシュのリーダーを務める。
普段はクールな態度を崩さないが、その胸中に確かな信念を秘めており、差別され虐げられるバーニッシュの現状に激しい怒りを抱いている。
若年ながら他のバーニッシュとは一線を画す能力を備えており、部下のマッドバーニッシュたちからは強い信頼を得ている。
ゲーラ
声 - 檜山修之
マッドバーニッシュの一人で、リオの部下。鎖骨に「雷刃」の刺青を入れた青年で、パワータイプのバーニッシュアーマーを纏う。
リオを「ボス」と呼んでひときわ強く慕っており、彼のためなら命を捨てることも辞さない。
メイス
声 - 小西克幸
ゲーラと共にリオに仕えるマッドバーニッシュの一人。左肩に「風刃」の刺青を入れた長髪の青年で、スピードタイプのバーニッシュアーマーを纏う。
頭脳明晰な参謀格で、リオに絶対の信頼を寄せている。

### 自治共和国プロメポリス
クレイ・フォーサイト
声 - 堺雅人
自治共和国プロメポリスの司政官。フォーサイト財団の理事長でもある。
耐火構造素材や対バーニッシュ火災用の瞬間凍結弾などを開発して得た巨万の富で財団を設立し、現在の地位にまで上り詰めた。
幼少のガロを左腕と引き換えに救った過去を持ち、以降も陰日向にガロの手助けをしている。
ビアル・コロッサス
声 - 柚木涼香
プロメポリスの司政官補佐で、クレイの秘書を務める女性。
職務に忠実で、クレイの指示を何よりも優先する。
エリス・アルデビット
声 - 小清水亜美
アイナの姉で、フォーサイト研究所でワープエンジン研究に勤しむ女性。
感情をほとんど表に出さない落ち着いた性格だが、妹に対する愛情はとても深い。
ヴァルカン・ヘイストス
声 - 楠大典
特殊部隊フリーズフォースの隊長。階級は大佐。
バーニッシュ犯罪の鎮圧を受け持っており、高圧的な態度でバーニッシュを取り締まる。
人命救助のみならずマッドバーニッシュの捕縛まで行うバーニングレスキューの行動を越権行為とみなしており、イグニスとは度々対立する。

### その他
デウス・プロメス博士
声 - 古田新太
かつてバーニッシュ研究の第一人者とされた科学者で、国連調査団の一員。
現在は行方不明になっている。

## 用語

### バーニングレスキューに関連する用語
バーニングレスキュー
マッドバーニッシュの起こす炎上テロに対抗すべく、クレイが結成した「高機動救命消防隊」。
国家救命消防局に所属しており、バーニッシュ火災発生の際は局からの要請を受けて出場する。
イグニスが率いるチームはプロメポリス市街にある国家救命消防局の本部に常駐している。
レスキューモービル
バーニングレスキューが運用する最新鋭の救急マシン。イグニスのチームには3台が配備されており、それぞれ異なる役割を果たす。
RM01<アイスブレイカー>
イグニスが自らカスタムした対バーニッシュ火災用スペシャルマシン。
マッスルカーに耐火装甲パーツを装着・改良したもので、主にRM02の現場への先導を行う。
緊急時に備え、後部座席にはイグニス専用のレスキューギアが搭載されている。
RM02<メガマックス>
イグニス、アイナ以外の隊員たちが搭乗する大型レスキューモービル。レミー、バリス、ガロ用のレスキューギアと各種装備を搭載している。
超巨大なはしご車のような形状をしており、はしごにあたる部分から火災現場へ向けてレスキューギアを射出する。
内部には管制室があり、状況に合わせてルチアが各種操作を行い隊員たちの活動をサポートする。
RM03<スカイミス>
アイナが搭乗する高速消防垂直離着陸機。大型のコンテナを備えている。
火災現場に素早く駆け付けモニターを行うほか、超高層に取り残された要救助者の確保も担当する。
レスキューギア
バーニングレスキュー隊員が装着する消防用パワードスーツ。頑健だが動きは遅く、マッドバーニッシュとの直接戦闘には向かない。
共通のフレームにオプションパーツを装着することで、個々の役割に合わせて様々な機能を発揮する。
レスキューギアTYPE-R
レミー専用のレスキューギア。
凍結ガトリングガンをはじめとする大量の凍結系射撃装備を搭載しており、バーニッシュフレアを蹴散らして進路を切り開く。
レスキューギアTYPE-V
バリス専用のレスキューギア。
重機のような形状の強化腕部パーツを装着しており、バーニッシュフレアとの近接格闘から崩落する建物の阻止まで幅広くこなす。
マトイテッカー
ガロが使用するレスキューギアが余剰パーツを排出し、まといを模した特殊装備マトイギアとテッカオン（合体）して完成する消防戦闘強化服。
脚部のホイールで高速移動を行い、バーニッシュサイクルに搭乗したマッドバーニッシュとも互角以上に渡り合える運動性を誇る。

### バーニッシュに関連する用語
バーニッシュ
30年ほど前に発生した人類の突然変異体で、バーニッシュフレアを自在に操る能力を持つ。
発生当初は人類と激しく対立し、全人類の半数を焼失させた大惨事「世界大炎上」の原因ともなったが、現在はその多くが鎮圧・収容されており、表立った活動を行っているのはマッドバーニッシュの残ったメンバーのみとなっている。
その発生のメカニズムは未だ解明されておらず、ある日突然バーニッシュになってしまう者もいる。
バーニッシュフレア
バーニッシュが操る特殊な炎。作中では三角形のポリゴンを組み合わせたような形で表現される。
操る者の意志によって自在に形を変え、硬質化させればバーニッシュアーマーやバーニッシュサイクルを生み出すこともできる。
マッドバーニッシュ
バーニッシュの中でも特に過激な集団を指す名称。
バーニッシュフレアを硬化させた漆黒の鎧バーニッシュアーマーを纏い、バーニッシュサイクルを乗り回して炎上テロを繰り返す。
現在ではそのほとんどが逮捕されており、本編開始時点で残されたメンバーはリオ、ゲーラ、メイスのみである。
バーニッシュサイクル
マッドバーニッシュがバーニッシュフレアを用いて生み出した専用マシン。車やバイクのような形状をしている。
デトロイト
リオが搭乗するバイク型バーニッシュサイクル。長いフロントフォークが特徴。
マイアミ
ゲーラが搭乗するバギー型バーニッシュサイクル。
ダラス
メイスが搭乗するオフロードバイク型バーニッシュサイクル。

## スタッフ
公式サイトを元に記載。
- 原作：TRIGGER、中島かずき
- 監督：今石洋之
- 脚本：中島かずき
- キャラクターデザイン：コヤマシゲト
- 美術：でほぎゃらりー
- 美術監督：久保友孝
- 色彩設計：垣田由紀子
- 3DCG制作：サンジゲン
- 3Dディレクター：石川真平
- 撮影監督：池田新助
- 編集：植松淳一
- 音楽：澤野弘之
- 音響監督：えびなやすのり
- タイトルロゴデザイン：市古斉史
- 主題歌：Superfly「覚醒」「氷に閉じ込めて」（ワーナーミュージック・ジャパン）
- プロデューサー：鵜飼恵輔
- クリエイティブプロデューサー：若林広海
- アニメーションプロデューサー：舛本和也
- アニメーション制作：TRIGGER
- 製作：XFLAG
- 配給：東宝映像事業部